# Santa Claus (Georgia)
Santa Claus – miasto w Stanach Zjednoczonych, w stanie Georgia, w hrabstwie Toombs.